# Paradelia uleforsi
Paradelia uleforsi är en tvåvingeart som beskrevs av Verner Michelsen 2007. Paradelia uleforsi ingår i släktet Paradelia och familjen blomsterflugor. Arten är reproducerande i Sverige. Inga underarter finns listade i Catalogue of Life.